# Dourdan
 Dourdan  es una población y comuna francesa, ubicada en la región de Isla de Francia, departamento de Essonne, en el distrito de Étampes y cantón de Dourdan.

## Demografía
| 4293 | 5378 | 7441 | 8057 | 9043 | 9555 | 9805 | 10 507 | 10 733 |
| Para los censos de 1962 a 1999 la población legal corresponde a la población sin duplicidades (Fuente: INSEE [Consultar]) |      |      |      |      |      |      |        |        |